# Франц Фердинанд (група)
Франц Фердинанд (на немски: Franz Ferdinand) е инди рок-група, която е формирана в Глазгоу, Шотландия през 2001. Кръстена на Франц Фердинанд, ерцхерцог на Австрия, групата включва Алекс Капранас (главен вокал и китара), Боб Харди (бас китара), Ник Маккарти (ритъм китара, клавишни и беквокал), и Пол Томсън (барабани, перкусии и беквокал).
Групата за пръв път печели успех в класациите, когато вторият им сингъл „Take Me Out“ стига 3-та позиция в британската класация UK Singles Chart, последван от техния дебютен албум „Franz Ferdinand“, който дебютира в британската класация за албуми на 3-то място. Групата печели през 2004 наградата Mercury Music Prize и две награди „Брит“ (Brit Awards) през 2005 за „Най-добра британска група“ и „Най-добро британско рок изпълнение“. Списание „NME“ (New Musical Express) обявяват „Franz Ferdinand“ за албум на годината. От албума са издадени три топ-сингли – „Take me Out“, „The Dark of the Matinée“, „This Fire“. Сингълът „Michael“ достига 17-а позиция.

## Дискография
- „Franz Ferdinand“ (2004)
- „You Could Have It So Much Better“ (2005)
- „Tonight: Franz Ferdinand“ (2009)
- „Right Thoughts, Right Words, Right Action“ (2013)
- „Always Ascending“ (2018)
- „The Human Fear“ (2025)